# Charles Collignon
Charles Edgar Collignon (Párizs 10. kerülete, 1877. szeptember 7. – Párizs, 1925. július 19. vagy 1945. április 26.) olimpiai bajnok francia párbajtőrvívó.